# Radha

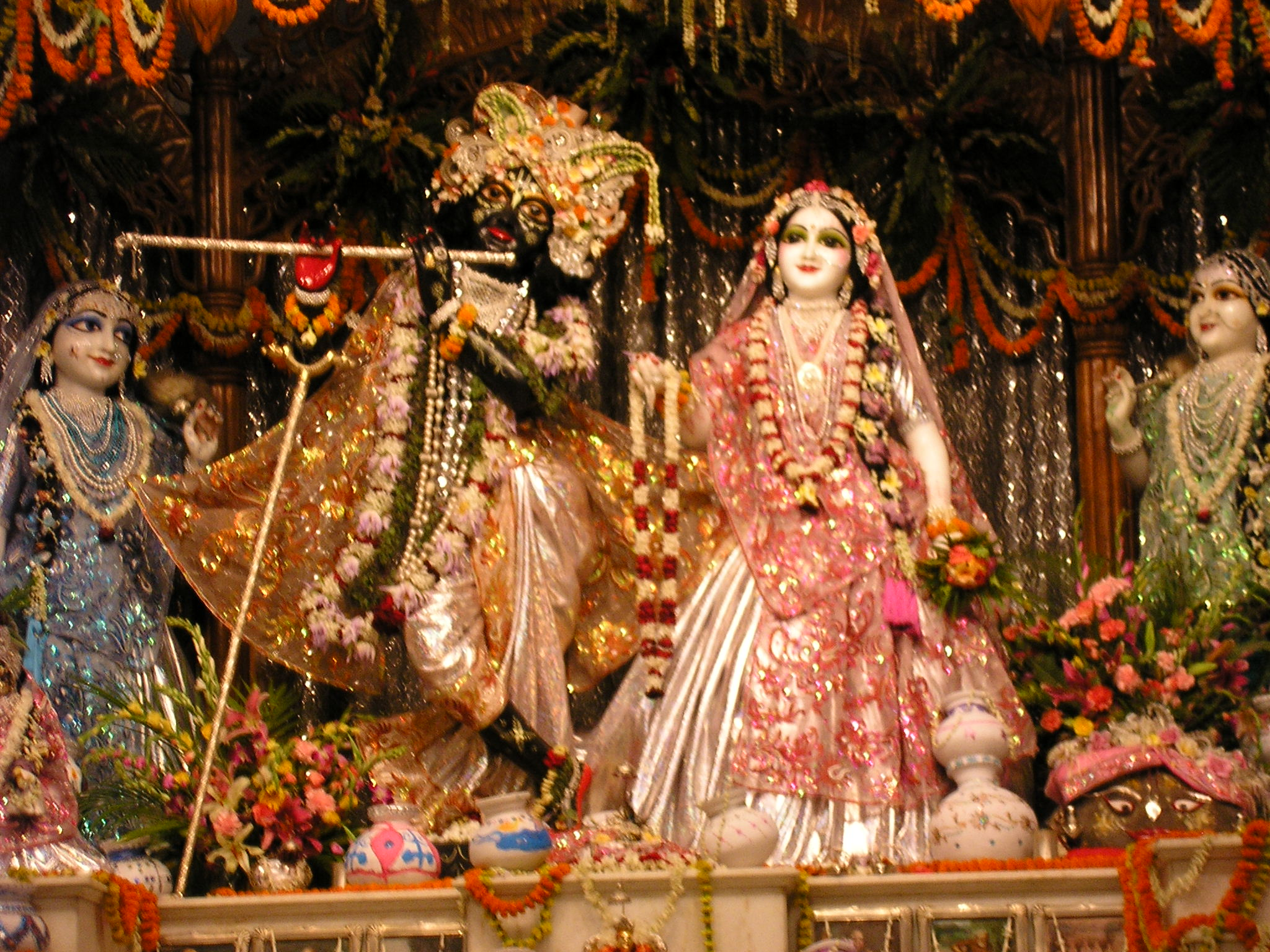
Radha amb Krixna, el seu consort

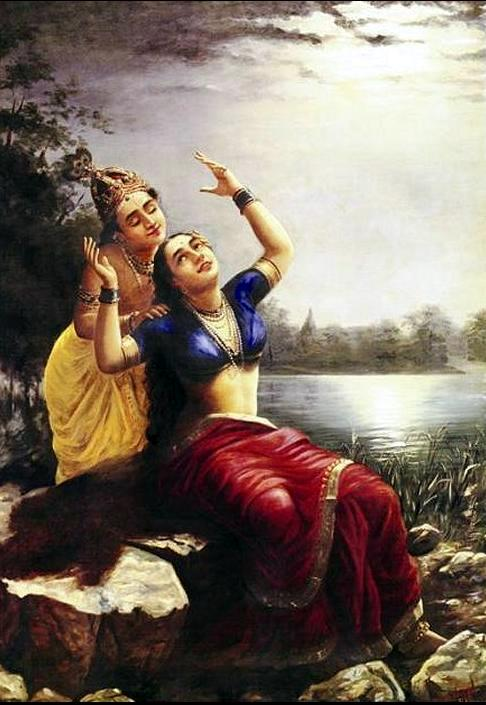
Pintura de Radha amb Krixna

Radha (devanagari: राधा, IAST: Rādhā), també anomenada Radhika o Radharani, és la deessa hindú consort del déu Krixna. És la més famosa de les vaqueres (gopis) de Vrindavana, amiga de la infància, companya i amant de Krixna.
En diverses tradicions vixnuistes, és una divinitat principal i és considerada com un avatar de la deessa Lakxmi, la consort de Vixnu. Normalment se la representa al costat de Krixna i se'ls venera plegats.
És un personatge molt famós en la literatura vixnuista. Apareix en llibres com el Gita Govinda, on és el personatge principal, o el Bhagavata Purana. I és representada sovint en l'art indi.